# Татчелица
Та́тчелица (карел. Taččal) — деревня в составе Олонецкого городского поселения Олонецкого национального района Республики Карелия.

## Общие сведения
Расположена на берегу реки Олонка на автодороге Олонец — Вяртсиля.
В деревне расположен памятник истории — деревянный придорожный крест (XIX век).

## Население
| 2002 | 2009 | 2010 | 2013 |
| ---- | ---- | ---- | ---- |
| 124  | ↘92  | ↗93  | ↘87  |